# La Batalla del Somme (película)

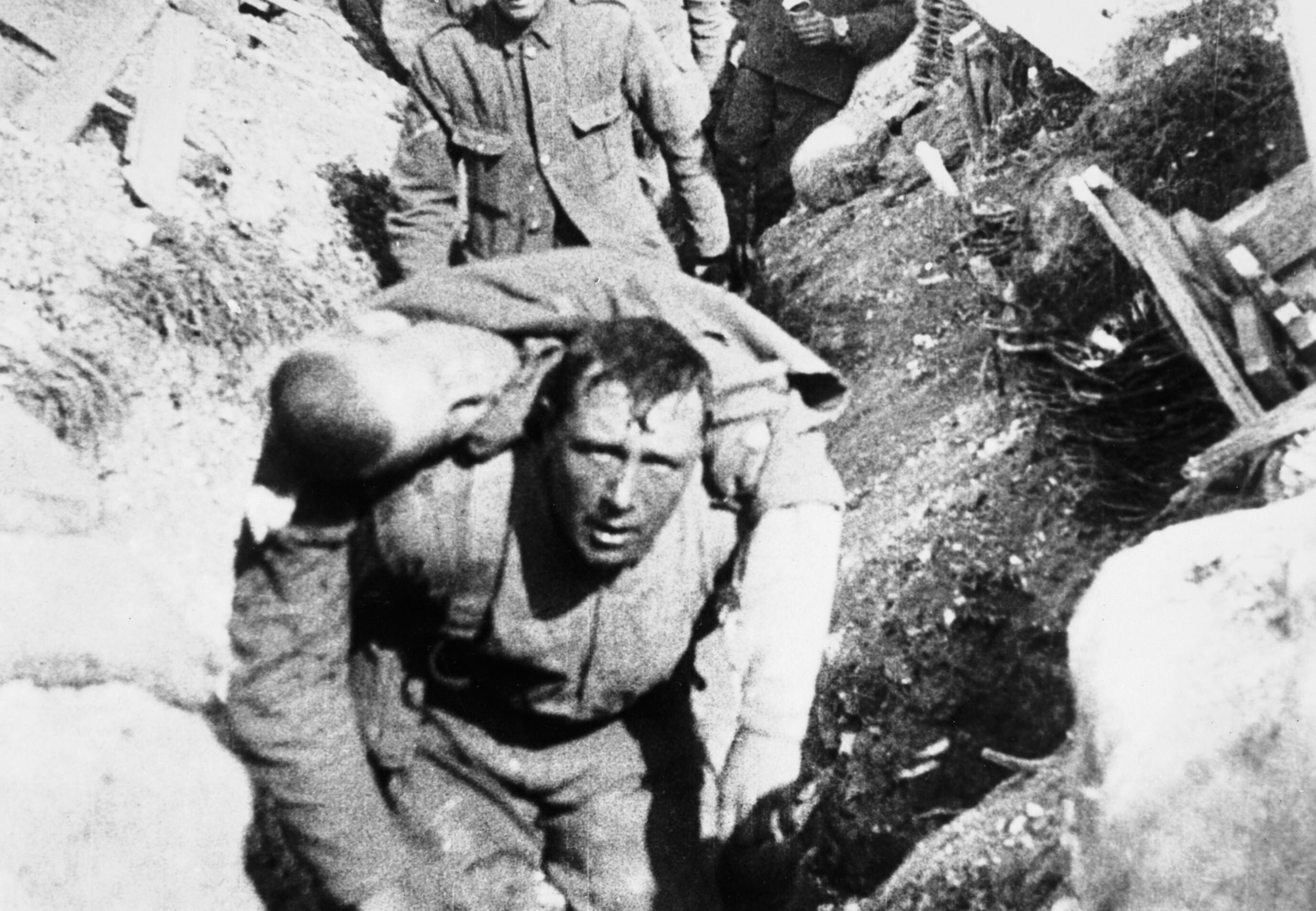
Secuencia del documental La Batalla del Somme (1916), precedida del intertítulo: Tommies británicos rescatando un camarada bajo el fuego de obús (este hombre fallecería 30 minutos después de alcanzar la trinchera).

La Batalla del Somme (en inglés The Battle of the Somme) es un largometraje documental realizado en 1916 y considerado el primer documental de guerra de la Historia. La película muestra el inicio de la ofensiva británica en el frente occidental del río Somme durante la Primera Guerra Mundial y alcanzó una importante notoriedad como documento de propaganda para la causa aliada. Su matriz de 1931, que se preserva en el Museo Imperial de la Guerra de Londres (Imperial War Museum), ha sido inscrita en 2005 en el Registro Unesco de la Memoria del Mundo como patrimonio documental de interés universal.

## Historia
El documental fue rodado por los cámaras Geoffrey Malins y John McDowell y muestra el inicio de la ofensiva británica en el frente occidental del río Somme que desembocó en la batalla del Somme durante el verano y otoño de 1916 y que resultó de gran significación por su dureza e impacto en la sociedad británica. Al ser la primera batalla en la que intervinieron ciudadanos de la Commonwealth reclutados en masa, fueron muchas las familias que se vieron afectadas en la retaguardia. 
Durante las primeras 24 horas de la batalla, comenzada el 1 de julio, las bajas británicas alcanzaron los 57.470 combatientes, de los cuales fueron 19.240 los muertos, cifras hasta entonces inauditas en la historia del ejército británico.
La primera proyección fue visionada por el primer ministro Lloyd George el 2 de agosto de 1916 y el 10 de agosto, su pase público en el Scala Theatre de Londres, cuando la batalla aún no había finalizado. Una sesión privada de proyección se realizó el 2 de septiembre en el castillo de Windsor en presencia del rey Jorge V.
El impacto del documental en la opinión pública fue considerable, con una audiencia que alcanzó los 20 millones de espectadores en sus primeras 6 semanas. Para la secretaria y compañera de Lloyd George, Frances Stevenson, el visionado del documental:

Fue como vivir una tragedia. He sentido lo que pudieron experimentar los griegos cuando asistían en masa a las impresionantes obras de la antigüedad para purificar su espíritu por la piedad y el terror.

Tras su realización, el documental se distribuyó como film de propaganda en diversos países con el objeto de servir de apoyo a la causa de los aliados y en particular, en los EE. UU. que en aquel entonces se mantenía al margen de la guerra como potencia neutral.. El documental fue llevado durante la misión del capitán Alfred Bromhead en Rusia.
En 1917 se añadió un fragmento al final de la película, con un mapa ilustrativo de la batalla. El negativo original en nitrato fue depositado en el Museo Imperial de la Guerra en 1920 en avanzado estado de uso, realizándose una copia de protección en 1921 y 1931. Tanto el negativo original como la copia de protección de 1921 se perdieron a lo largo de los años 1970 por descomposición química irreversible. A la copia que perdura de la matriz de 1931, en los años 1962 y 1982 se le incluyeron intertítulos extraídos de varias fuentes documentales.
En la sesión de 2005 del Consejo Consultivo Internacional del Registro de la Memoria del Mundo celebrada en Lijiang se incluyó el documental de la Batalla de Somme en la lista del patrimonio, siendo el primer documento de su género en certificar su interés universal y también la primera nominación inscrita por el Reino Unido.

## Contenido y estructura
El documental presenta como escenario de la ofensiva, la campiña francesa del río Somme, en el norte de Francia y muestra los daños y destrozos provocados en el entorno por el combate. 
La acción principal transcurre durante el primer día de combate, el 1 de julio, a partir de la voladura de galerías subterráneas previas a la batalla y la preparación y avance del I Batallón de Fusileros de Lancashire perteneciente a la 29ª División, que se había distinguido durante la batalla de Gallípoli de 1915. Del lado de los combatientes, el film muestra la actitud de los soldados británicos, voluntarios civiles en lugar de profesionales, y de prisioneros alemanes.
La estructura del documental ha servido como modelo para las películas de propaganda incluso en otros conflictos, como durante la II Guerra Mundial. La primera parte de la película muestra los preparativos del ataque, tropas desfilando en formación cerrada, municiones que se amontonan, soldados en descanso atendiendo a las instrucciones de los oficiales y en el punto de pivote de la película, llega el ataque. En una segunda parte, se muestran tropas y armamento en el terreno ocupado, heridos evacuados, prisioneros bajo escolta armada, panorámicas de la desolación en el campo y cortos planos del botín capturado. En su conclusión, las tropas británicas se muestran en avance hacia el frente entre gritos de ánimo.

## Significado y controversia
El largometraje documental de la Batalla del Somme resultó ser el primero de este género de la Historia de la comunicación como film de propaganda y también lo sería para la constitución de los primeros archivos dedicados a preservar documentos fílmicos.
Por su naturaleza, el documental estableció un modelo en la manera de filmar y presentar la guerra que fue seguida posteriormente por otros realizadores y generó una controversia ética todavía vigente, como la que subyace en la intrusión de la privacidad o sobre la manipulación.

## Conservación
Con referencia de catálogo IWM 191 del Archivo de Video y Filmes del Imperial War Museum, el documental en blanco y negro se encuentra físicamente en una copia de seguridad al nitrato realizada en 1931 (la matriz de 1931) en 5 bobinas de rollo de acetato y grano fino de 35 mm, con una longitud total de 1 525 m, equivalentes a 70 minutos de visionado a velocidad normal para cine mudo. La matriz de 1931 se realizó a partir del negativo original depositado en 1920 que se encontraba en avanzado estado de uso, por lo que presenta numerosas señales de abrasión y rayaduras; varias partes fueron sustituidas por contratipos de peor calidad que la original. Las bobinas se conservan en unas condiciones reguladas a +5 °C y 40% de humedad relativa.